# Christopher Garmann

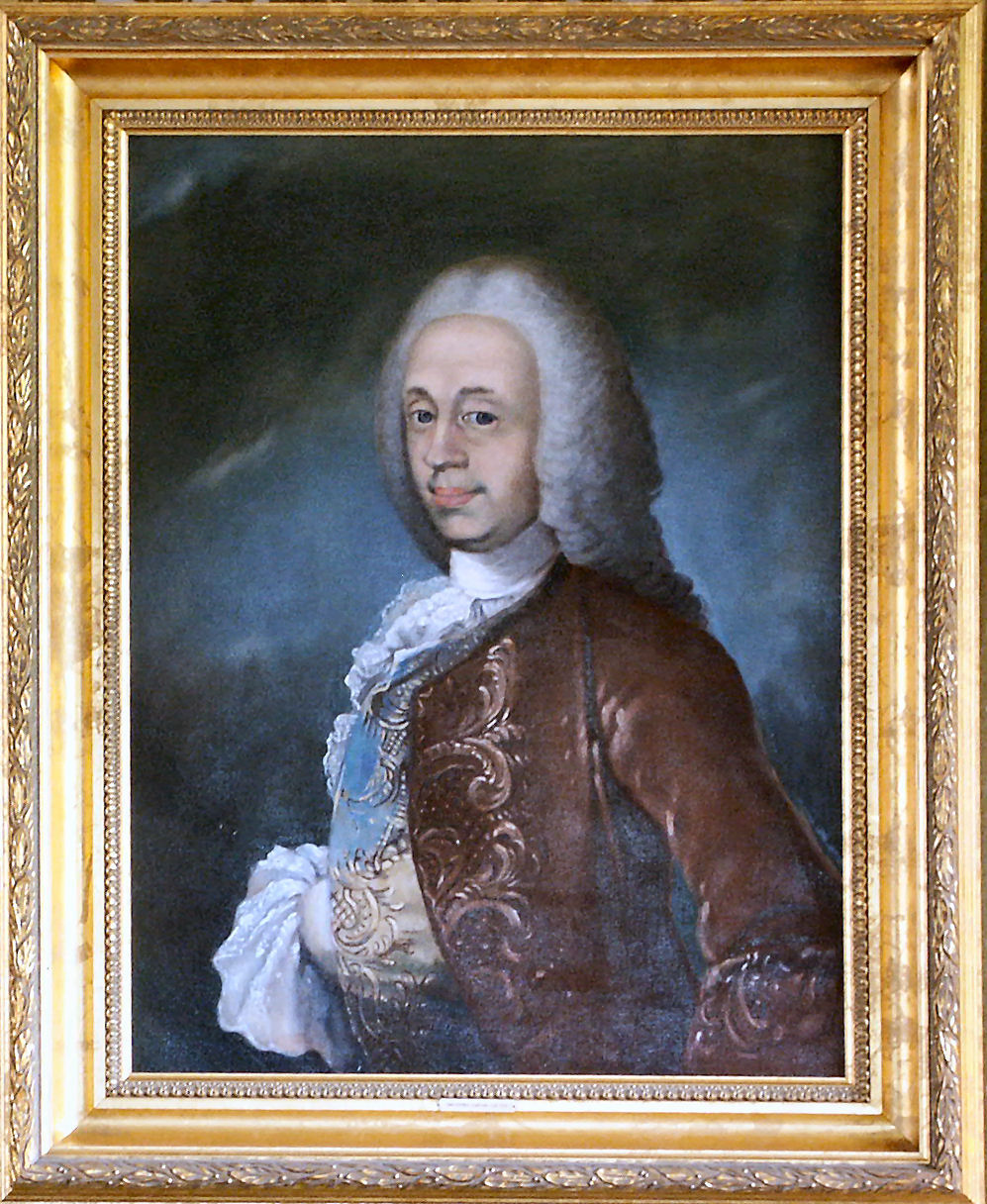
Christopher Garmann, Porträt im Kloster Utstein

Christopher Garmann, auch Christoffer Garmann, (* 14. Juli 1720 in Stavanger; † 18. Februar 1779 ebenda) war ein norwegischer Vogt und Justizrat.

## Leben
Er wurde als Sohn des Ehepaars Johan Kristoffersen Garmann und Karen Johansdatter Frimann geboren und war eines von sechs Kindern des Paars. Garmann ließ sich 1749 in dem der Familie gehörenden Utstein auf Klosterøy nieder. 1750 wurde er Vogt von Ryfylke.
Garmann veranlasste umfangreiche Erneuerungs- und Umbauarbeiten seines Sitzes, dem ehemaligen Kloster Utstein. Politisch setzte er sich für ein Verbot des Lachsfangs mit Netzen ein, da die Netze sich nur wohlhabende Menschen leisten könnten. Angesichts des Ausbruchs einer Syphilisepidemie organisiert er die Behandlung in der Region. Um eine bessere Schafrasse züchten zu können, führte er schottische Seviotschafe ein, die mit einheimischen Schafen gekreuzt wurden. Auf ihn ging die Gründung von Spinnereien in Stavanger zurück. Er wollte damit die Wertschöpfung aus der bis dahin nur als Rohware ins Ausland verkauften norwegischen Wolle verbessern.
Garmann galt als Musikfreund und spielte selbst Gambe und Flöte. Ein ihn darstellendes Porträt befindet sich im Kloster Utstein. Er verstarb 1779 in Stavanger und wurde in der Kirche seines Sitzes, der ehemaligen Klosterkirche des Klosters Utstein beigesetzt. Nach seinem Tod erwies sich Utstein als stark verschuldet.

## Familie
Christopher Garmann war drei Mal verheiratet. Zunächst heiratete er Wenche von der Lippe (etwa 1722–1751). Aus der Ehe ging die Tochter Wenche Garmann, verheiratete Dahl (1751–1812) hervor. Die Mutter verstarb im Monat nach der Geburt des Kindes. Seine zweite Frau war Cecilia Widding (1734–1759). Mit ihr hatte Garmann drei Kinder, den Sohn Johan Christophersen (1755–1799), die Tochter Karen (1756–1820) und den Sohn Laurits (1759–?). Sie verstarb nach der Geburt des dritten Kindes. Nach ihrem Tod blieb Christopher Garmann 20 Jahre lang unverheiratet. Letzte Ehefrau war dann Helene Kamstrup (1756–1829), die er am 9. Februar 1779 im Dom von Stavanger heiratete. Garmann verstarb jedoch nur neun Tage nach der Hochzeit.

## Sage
Garmanns Leben ist Gegenstand einer Sage. Danach musste er seiner zweiten Ehefrau Cecilia an ihrem Sterbebett schwören, nach ihrem Tod nicht erneut zu heiraten. Tatsächlich blieb er 20 Jahre unverheiratet, entschloss sich jedoch 1779 die 36 Jahre jüngere Helene Kamstrup zu heiraten. Am Tag der Hochzeit sei ihm dann erstmals der Geist seiner verstorbenen Frau Cecilia erschienen, die am Altar vor ihm stand. Neun Tage später verstarb er tatsächlich. Cecilia würde seit dem mit einem weißen Kleid bekleidet als Geist durch den Ostflügel des Klosters Utstein streifen.